# Kreis Leipzig-Land
Der Kreis Leipzig-Land war ein Landkreis im Bezirk Leipzig der DDR. Von 1990 bis 1994 bestand er als Landkreis Leipzig in Sachsen fort. Sein Gebiet liegt heute in den Landkreisen Nordsachsen und Leipzig sowie in der kreisfreien Stadt Leipzig. Der Sitz der Kreisverwaltung befand sich in Leipzig.

## Geographie

### Lage
Der Kreis Leipzig-Land wurde von der Weißen Elster, der Pleiße und der Parthe durchflossen. Er lag im Westen des Bezirks Leipzig.

### Nachbarkreise
Der Kreis Leipzig-Land grenzte im Uhrzeigersinn im Norden beginnend an die Kreise Delitzsch, Eilenburg, Wurzen, Grimma, Borna, Hohenmölsen, Weißenfels, Merseburg und Saalkreis.
Den Stadtkreis Leipzig umschloss er vollständig.

### Naturraum
In der Leipziger Tieflandsbucht mit ihren ebenen bis flachwelligen Landstrichen lag der Landkreis Leipzig. Eiszeitliche Ablagerungen, die hauptsächlich aus Lehm bestanden, ergaben einen fruchtbaren Ackerboden. Im Südwesten nahmen Braunkohlengroßtagebaue weite Flächen in Anspruch. Nur die breiten und waldreichen Tallandschaften der Weißen Elster brachten Abwechslung in das gleichförmige Landschaftsbild. Selbst die eiszeitlichen Endmoränenzüge, nördlich von Taucha z. B. der 126 m hohe Schwarze Berg, waren seit dem Mittelalter gerodet. Als Landschaftsschutzgebiete wurden die Niederungen der Weißen Elster (Auwald Leipzig) und der Parthe bei Taucha (Partheaue-Machern) ausgewiesen.

## Geschichte
1874 wurden im Königreich Sachsen im Rahmen einer umfassenden Verwaltungsreform neue Kreishauptmannschaften und Amtshauptmannschaften eingerichtet. Die Amtshauptmannschaft Leipzig wurde zu Jahresbeginn 1939 in Landkreis Leipzig umbenannt. Nach 1945 gehörte dieser zum Land Sachsen und somit seit 1949 zur DDR. Durch das Gesetz über die weitere Demokratisierung des Aufbaus und der Arbeitsweise der staatlichen Organe in den Länder in der Deutschen Demokratischen Republik vom 23. Juli 1952 kam es in den noch bestehenden fünf Ländern der DDR zu einer umfangreichen Kreisreform. So wurden am 25. Juli 1952 die Länder aufgelöst und 14 Bezirke eingerichtet. Hierbei wurden traditionelle Kreise aufgelöst oder in kleinere Kreise gegliedert, wobei es auch über die Grenzen der ehemaligen 5 Länder hinweg zu Gebietsänderungen kam. Der Kreis Leipzig wurde dem Bezirk Leipzig zugeordnet, Kreissitz wurde die Stadt Leipzig.
Bei der Verwaltungsreform von 1952 ging der Kreis Leipzig als einziger in Sachsen mit einem Zugewinn an Gemeinden hervor (59:65). Er gab lediglich
- 8 Gemeinden an den neuen Kreis Borna ab:

Böhlen, Dreiskau, Kleinstorkwitz, Lobschütz, Rüben, Rüssen, Stöhna und Zehmen;
und erhielt dafür
- 4 Gemeinden vom Landkreis Grimma

Kleinpösna, Borsdorf, Seifertshain und Zweenfurth.
- 4 Gemeinden vom Landkreis Merseburg (Sachsen-Anhalt):

Großlehna, Kleinliebenau, Kursdorf und Schkeuditz.
- 6 Gemeinden vom Landkreis Weißenfels (Sachsen-Anhalt):

Kitzen, Räpitz, Scheidens, Schkorlopp, Thronitz und Zitzschen.
Der neue Kreis Leipzig-Land bestand somit aus vorstehenden 14 Gemeinden und diesen 51 Gemeinden aus dem Altkreis:
Althen, Baalsdorf, Böhlitz-Ehrenberg, Bösdorf, Burghausen, Cröbern, Dölzig, Engelsdorf, Eythra, Frankenheim, Gaschwitz, Göbschelwitz, Göhrenz, Gottscheina, Großdalzig, Großdeuben, Großpösna, Güldengossa, Hartmannsdorf, Hirschfeld, Hohenheida, Holzhausen, Knautnaundorf, Kulkwitz, Lausen, Liebertwolkwitz, Lindenthal, Lützschena, Magdeborn, Markkleeberg, Markranstädt, Merkwitz, Miltitz, Mölkau, Panitzsch, Plaußig, Podelwitz, Pönitz, Priesteblich, Quesitz, Rehbach, Rückmarsdorf, Seegeritz, Seehausen, Sehlis, Stahmeln, Störmthal, Taucha, Wachau, Wiederitzsch und Zwenkau.
Durch Gemeindegebietsänderungen und Umgliederungen über Kreisgrenzen hinweg sank die Zahl der Gemeinden von anfänglich 65 bis auf 29 zur 1. Kreisreform in Sachsen (August 1994).

- 1. Mai 1953 Umgliederung von Zehmen aus dem Kreis Borna in den Kreis Leipzig
- 1. Januar 1957 Eingliederung von Kleinliebenau in Dölzig
- 1. Januar 1957 Eingliederung von Gottscheina in Hohenheida
- 12. Januar 1973 Eingliederung von Cröbern in die Stadt Markkleeberg
- 1. April 1973 Eingliederung von Zitzschen in Großdalzig
- 1. April 1973 Eingliederung von Seegeritz in Merkwitz
- 1. Juni 1973 Eingliederung von Zweenfurth in Borsdorf
- 1. Juni 1973 Eingliederung von Priesteblich in Dölzig
- 1. Juni 1973 Eingliederung von Thronitz in Quesitz
- 1. Oktober 1973 Eingliederung von Hirschfeld in Kleinpösna
- 1. Oktober 1973 Eingliederung von Rehbach in Knautnaundorf
- 1. Oktober 1973 Eingliederung von Güldengossa in Störmthal
- 1. Oktober 1973 Eingliederung von Sehlis in die Stadt Taucha
- 27. März 1974 Eingliederung von Bösdorf in Eythra
- 27. März 1974 Eingliederung von Seifertshain in Großpösna
- 1. August 1980 Eingliederung von Magdeborn in Störmthal
- 1. Juli 1988 Eingliederung von Eythra in Knautnaundorf
- 1. April 1992 Eingliederung von Göbschelwitz und Hohenheida in Seehausen
- 1. April 1992 Eingliederung von Pönitz in die Stadt Taucha
- 1. Oktober 1992 Eingliederung von Merkwitz in die Stadt Taucha
- 1. Oktober 1993 Eingliederung von Gaschwitz in die Stadt Markkleeberg
- 1. Oktober 1993 Eingliederung von Großdalzig in die Stadt Zwenkau
- 1. Januar 1994 Eingliederung von Althen und Kleinpösna in Engelsdorf
- 1. Januar 1994 Eingliederung von Scheidens und Schkorlopp in Kitzen
- 1. Januar 1994 Eingliederung von Wachau in die Stadt Markkleeberg
- 1. Januar 1994 Eingliederung von Quesitz und Räpitz in die Stadt Markranstädt
- 1. Januar 1994 Eingliederung von Kursdorf in die Stadt Schkeuditz
- 1. Januar 1994 Zusammenschluss von Burghausen, Dölzig und Rückmarsdorf zu Bienitz
- 1. Januar 1994 Zusammenschluss von Lützschena und Stahmeln zu Lützschena-Stahmeln
- 1. März 1994 Eingliederung von Knautnaundorf in Kulkwitz
- 1. März 1994 Eingliederung von Göhrenz in die Stadt Markranstädt

Am 17. Mai 1990 wurde der Kreis in Landkreis Leipzig umbenannt. Anlässlich der Wiedervereinigung der beiden deutschen Staaten wurde der Landkreis Leipzig im Oktober 1990 durch das Ländereinführungsgesetz dem wiedergegründeten Land Sachsen zugesprochen. Bei der ersten sächsischen Kreisreform ging er am 1. August 1994 vollständig im Landkreis Leipziger Land auf.
Einwohnerentwicklung
| Jahr      | 1960    | 1971    | 1981    | 1989    | 1990    |
| Einwohner | 178.342 | 170.047 | 145.831 | 131.734 | 127.130 |

## Wirtschaft
Land- und Forstwirtschaft spielten im Kreisgebiet nur eine untergeordnete Rolle. Neben Weizen werden Zuckerrüben, Feldfutterpflanzen und Kartoffeln angebaut. Im Süden und Westen des Kreises war der Anteil an Gartenkulturen besonders groß. Dennoch hatte die landwirtschaftliche Nutzfläche einen relativ geringen Umfang. Der Abbau von Braunkohle beanspruchte im südlichen Kreisgebiet große Flächen. Der Braunkohletagebau Zwenkau und der Espenhain dominierten das Bergbaurevier. Hinzu kamen Siedlungs-, Industrie- und Verkehrsflächen. Der Kreis war stark industrialisiert. Wichtige Betriebe waren in Schkeuditz der VEB Maschinen- und Apparatebau, der Anlagen der Luft- und Kältetechnik produzierte, und der VEB Brühlpelz für Pelze. Außerdem wurden Möbel, Papier, Dachpappen, Zucker, Malz und Getränke hergestellt. Das Produktionsprofil in Taucha, Markkleeberg und Markranstädt umfasste Maschinenbau, Textil-, elektrotechnische, chemische, Möbel-, Pelz- und Brauindustrie. Landgemeinden wie Engelsdorf, Böhlitz-Ehrenberg und Eythra waren ebenfalls Industriestandorte.

Weitere bedeutende Betriebe im Kreis waren unter anderen:
- VEB Goldring Markkleeberg
- VEB Akkumulatorenbau Markkleeberg
- VEB Druckguss Borsdorf
- VEB Brauhaus Markranstädt
- LBH Standard Maschinenbau-VEB Markranstädt
- VEB Exportbrauerei Sternburg Lützschena
- VEB Sternen-Brauerei Schkeuditz
- VEB Möbelfabrik Schkeuditz
- Kombinat VEB Favorit Taucha

## Verkehr
Durch den Kreis Leipzig-Land führten die Autobahnen Berliner Ring–Hirschberg und Halle–Dresden, die im Schkeuditzer Kreuz verknüpft wurden. Dem überregionalen Straßenverkehr dienten außerdem die F 2 Richtung Berlin und Schleiz, die F 6 Richtung Dresden und Wernigerode, die F 87 Richtung Frankfurt (Oder) und Weimar, die F 95 Richtung Karl-Marx-Stadt, die F 181 Richtung Merseburg, die F 184 Richtung Magdeburg und die F 186 von Borsdorf nach Schkeuditz. 
Die Orte Engelsdorf, Borsdorf, Gaschwitz und Markkleeberg wurden durch die Leipziger S-Bahn bedient. Gleichzeitig besaßen alle von und nach Leipzig führenden Eisenbahnstrecken Bahnhöfe im Kreisgebiet.

## Bevölkerungsdaten der Städte und Gemeinden
Bevölkerungsübersicht aller 49 Gemeinden des Kreises, die 1990 in das wiedergegründete Land Sachsen kamen.
| AGS      | Gemeinde            | Einwohner  | Einwohner  | Fläche (ha) | heutige Gemeinde        | Landkreis                       |
| AGS      | Gemeinde            | 03.10.1990 | 31.12.1990 | 31.12.1990  | heutige Gemeinde        | Landkreis                       |
| 14037010 | Althen              | 368        | 368        | 241         | Leipzig                 | Leipzig (Stadt)                 |
| 14037020 | Baalsdorf           | 1.012      | 1.006      | 390         | Leipzig                 | Leipzig (Stadt)                 |
| 14037030 | Böhlitz-Ehrenberg   | 8.187      | 7.950      | 866         | Leipzig                 | Leipzig (Stadt)                 |
| 14037050 | Borsdorf            | 3.544      | 3.564      | 626         | Borsdorf                | Leipzig (Landkreis)             |
| 14037060 | Burghausen          | 1.017      | 1.015      | 287         | Leipzig                 | Leipzig (Stadt)                 |
| 14037080 | Dölzig              | 1.656      | 1.657      | 1.704       | Schkeuditz Markranstädt | Nordsachsen Leipzig (Landkreis) |
| 14037090 | Engelsdorf          | 5.837      | 5.758      | 833         | Leipzig                 | Leipzig (Stadt)                 |
| 14037110 | Frankenheim         | 434        | 427        | 461         | Markranstädt            | Leipzig (Landkreis)             |
| 14037120 | Gaschwitz           | 1.149      | 1.121      | 247         | Markkleeberg            | Leipzig (Landkreis)             |
| 14037130 | Göbschelwitz        | 224        | 223        | 306         | Leipzig                 | Leipzig (Stadt)                 |
| 14037140 | Göhrenz             | 287        | 295        | 440         | Markranstädt            | Leipzig (Landkreis)             |
| 14037150 | Großdalzig          | 1.140      | 1.131      | 1.337       | Zwenkau                 | Leipzig (Landkreis)             |
| 14037160 | Großdeuben          | 1.362      | 1.356      | 590         | Böhlen                  | Leipzig (Landkreis)             |
| 14037170 | Großlehna           | 2.207      | 2.206      | 1.203       | Markranstädt            | Leipzig (Landkreis)             |
| 14037180 | Großpösna           | 3.038      | 3.039      | 1.206       | Großpösna               | Leipzig (Landkreis)             |
| 14037200 | Hartmannsdorf       | 583        | 591        | 213         | Leipzig                 | Leipzig (Stadt)                 |
| 14037220 | Hohenheida          | 306        | 304        | 953         | Leipzig                 | Leipzig (Stadt)                 |
| 14037230 | Holzhausen          | 5.225      | 5.138      | 1.290       | Leipzig                 | Leipzig (Stadt)                 |
| 14037240 | Kitzen              | 1.082      | 1.075      | 1.072       | Pegau                   | Leipzig (Landkreis)             |
| 14037250 | Kleinpösna          | 363        | 359        | 635         | Leipzig                 | Leipzig (Stadt)                 |
| 14037260 | Knautnaundorf       | 559        | 556        | 1.947       | Leipzig                 | Leipzig (Stadt)                 |
| 14037270 | Kulkwitz            | 982        | 972        | 597         | Markranstädt            | Leipzig (Landkreis)             |
| 14037280 | Kursdorf            | 271        | 266        | 490         | Schkeuditz              | Nordsachsen                     |
| 14037290 | Lausen              | 391        | 392        | 238         | Leipzig                 | Leipzig (Stadt)                 |
| 14037300 | Liebertwolkwitz     | 4.529      | 4.472      | 927         | Leipzig                 | Leipzig (Stadt)                 |
| 14037310 | Lindenthal          | 3.268      | 3.285      | 1.281       | Leipzig                 | Leipzig (Stadt)                 |
| 14037320 | Lützschena          | 2.253      | 2.229      | 999         | Leipzig                 | Leipzig (Stadt)                 |
| 14037340 | Markkleeberg, Stadt | 17.695     | 17.674     | 1.813       | Markkleeberg            | Leipzig (Landkreis)             |
| 14037350 | Markranstädt, Stadt | 6.797      | 6.765      | 913         | Markranstädt            | Leipzig (Landkreis)             |
| 14037360 | Merkwitz            | 512        | 502        | 534         | Taucha                  | Nordsachsen                     |
| 14037370 | Miltitz             | 1.383      | 1.343      | 303         | Leipzig                 | Leipzig (Stadt)                 |
| 14037380 | Mölkau              | 3.816      | 3.797      | 521         | Leipzig                 | Leipzig (Stadt)                 |
| 14037390 | Panitzsch           | 1.230      | 1.234      | 930         | Borsdorf                | Leipzig (Landkreis)             |
| 14037400 | Plaußig             | 550        | 546        | 471         | Leipzig                 | Leipzig (Stadt)                 |
| 14037410 | Podelwitz           | 647        | 650        | 656         | Rackwitz Leipzig        | Nordsachsen Leipzig (Stadt)     |
| 14037420 | Pönitz              | 236        | 231        | 267         | Taucha                  | Nordsachsen                     |
| 14037440 | Quesitz             | 704        | 699        | 984         | Markranstädt            | Leipzig (Landkreis)             |
| 14037450 | Räpitz              | 799        | 794        | 1.261       | Markranstädt            | Leipzig (Landkreis)             |
| 14037470 | Rückmarsdorf        | 1.026      | 1.022      | 421         | Leipzig                 | Leipzig (Stadt)                 |
| 14037480 | Scheidens           | 551        | 550        | 1.022       | Pegau                   | Leipzig (Landkreis)             |
| 14037490 | Schkeuditz, Stadt   | 14.648     | 14.338     | 2.296       | Schkeuditz              | Nordsachsen                     |
| 14037500 | Schkorlopp          | 270        | 271        | 598         | Pegau                   | Leipzig (Landkreis)             |
| 14037520 | Seehausen           | 666        | 668        | 536         | Leipzig                 | Leipzig (Stadt)                 |
| 14037550 | Stahmeln            | 741        | 737        | 270         | Leipzig                 | Leipzig (Stadt)                 |
| 14037560 | Störmthal           | 731        | 734        | 2.362       | Großpösna               | Leipzig (Landkreis)             |
| 14037570 | Taucha, Stadt       | 11.900     | 11.811     | 2.512       | Taucha                  | Nordsachsen                     |
| 14037590 | Wachau              | 780        | 775        | 1.076       | Markkleeberg            | Leipzig (Landkreis)             |
| 14037600 | Wiederitzsch        | 3.926      | 3.916      | 581         | Leipzig                 | Leipzig (Stadt)                 |
| 14037630 | Zwenkau, Stadt      | 7.351      | 7.318      | 2.335       | Zwenkau                 | Leipzig (Landkreis)             |
| 14037000 | Landkreis Leipzig   | 128.233    | 127.130    | 44.041      | ---                     | ---                             |

## Kfz-Kennzeichen
Den Kraftfahrzeugen (mit Ausnahme der Motorräder) und Anhängern wurden von etwa 1974 bis Ende 1990 dreibuchstabige Unterscheidungszeichen, die mit den Buchstabenpaaren SK, SL, SM, SN, SO, SP, SR, ST, SU und SV begannen, zugewiesen. Die letzte für Motorräder genutzte Kennzeichenserie war UG 00-01 bis UG 99-99.
Anfang 1991 erhielten der Landkreis und die kreisfreie Stadt Leipzig das Unterscheidungszeichen L.